# 雷門福助 (2代目)
二代目 雷門 福助（1958年（昭和33年）1月15日 - 1994年（平成6年）10月18日）本名∶入村 清人。出囃子∶『たこ踊り』。

## 経歴
東京の生まれ。
1974年1月、八代目雷門助六に入門し喜代助を名乗る。
1980年4月、二ツ目昇進し蝶六と改名。
1989年5月、三代目桂伸治、三遊亭笑遊と共に真打昇進し、二代目雷門福助を襲名。
1994年10月18日、熱海の海で水死体で発見される。36歳没。酒豪の影響で肝臓病に悩まされていて、発作的に自殺したといわれている。

## 芸歴
- 1974年1月 - 八代目雷門助六に入門、前座名「喜代助」。
- 1980年4月 - 二ツ目昇進、「蝶六」と改名。
- 1989年5月 - 真打昇進、二代目雷門福助を襲名。
- 1994年10月 - 死去。